# Corinthian League
De Corinthian League was een Engelse amateurvoetbalcompetitie in de regio in en rond Londen.
De league werd in 1945 vlak na de Tweede Wereldoorlog opgericht door 9 clubs en had zich uitgebreid naar 16 clubs in 1963 toen ze werd opgeslorpt door de Athenian League en werd zo de 2de klasse van die league.

## Kampioenen
| Jaar    | Kampioen            |
| ------- | ------------------- |
| 1945-46 | Grays Athletic      |
| 1946-47 | Walton & Hersham    |
| 1947-48 | Walton & Hersham    |
| 1948-49 | Walton & Hersham    |
| 1949-50 | Hounslow Town       |
| 1950-51 | Slough Town         |
| 1951-52 | Hounslow Town       |
| 1952-53 | Carshalton Athletic |
| 1953-54 | Carshalton Athletic |
| 1954-55 | Hounslow Town       |
| 1955-56 | Maidstone United    |
| 1956-57 | Yiewsley            |
| 1957-58 | Maidenhead United   |
| 1958-59 | Dagenham            |
| 1959-60 | Uxbridge            |
| 1960-61 | Maidenhead United   |
| 1961-62 | Maidenhead United   |
| 1962-63 | Leatherhead         |